# Alexander Rauchenwald
Alexander Rauchenwald (* 11. Mai 1993 in Villach) ist ein österreichischer Eishockeyspieler, der seit Oktober 2021 erneut beim EC VSV in der ICE Hockey League spielt.

## Karriere

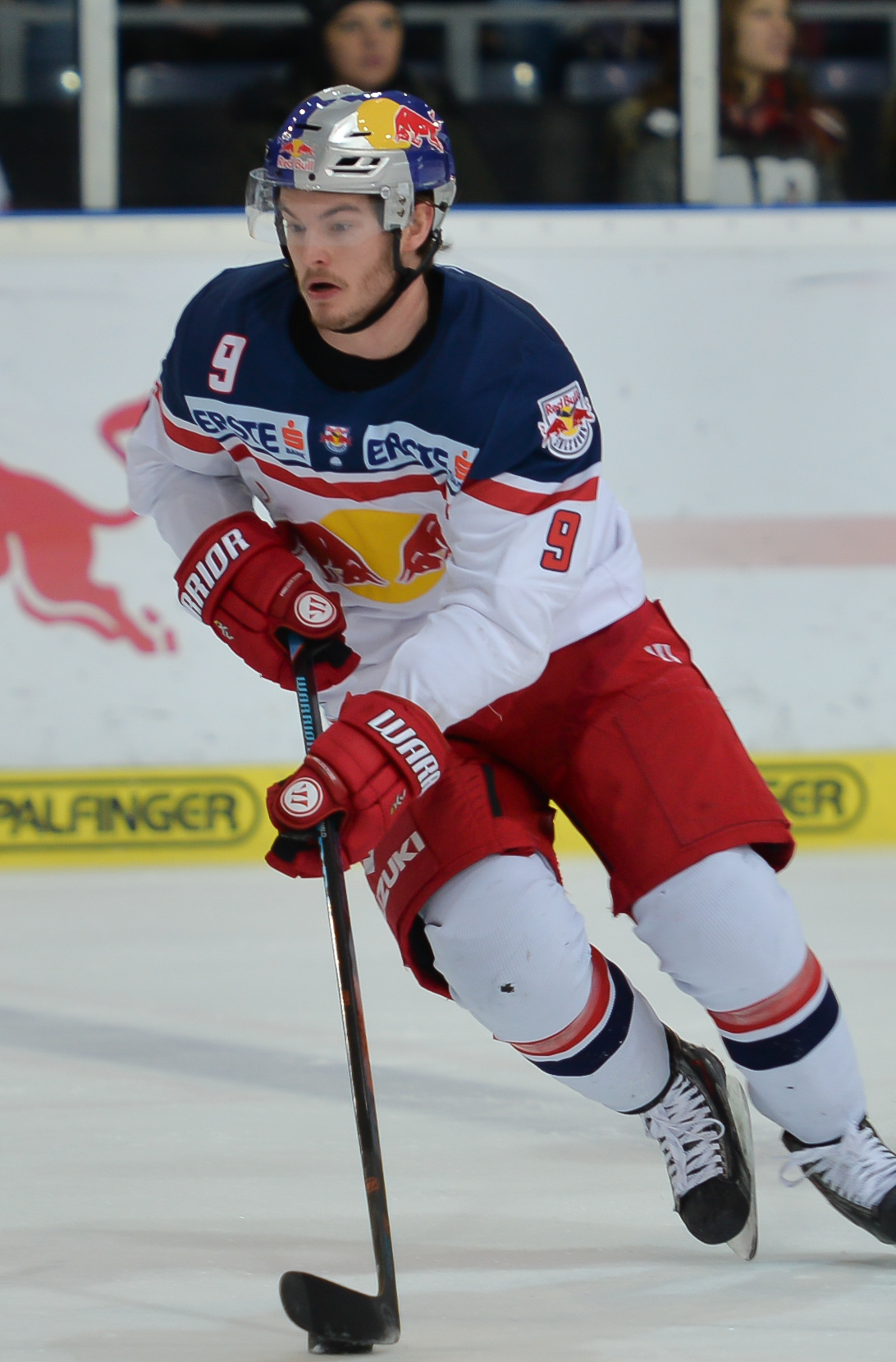
Alexander Rauchenwald (li.) im Trikot des EC Red Bull Salzburg (2016)

Alexander Rauchenwald begann beim EC VSV mit dem Eishockeysport, wo er mit deren Farmteam VSV II in der drittklassigen Oberliga und später der Nachfolgeorganisation Eliteliga spielte. Zudem lief er für die U20-Mannschaft aufs Eis und konnte 2011 und 2012 Österreichischer U20-Meister werden, ehe ab der Spielzeit 2012/13 in der neuen Erste Bank Young Stars League (EBYSL) gespielt wurde. 
Noch 2011 debütierte Rauchenwald in einem Testspiel gegen ATSE Graz in der VSV-Kampfmannschaft und erzielte auch gleich sein erstes Tor. Nachdem er im Spieljahr 2012/13 zu zwölf Einsätzen gekommen war, erhielt er für die Saison 2013/14 einen Profivertrag. In seiner ersten EBEL-Saison kam er mit Villach ins Halbfinale und schaffte zehn Punkte in 59 Einsätzen.
Im Sommer 2014 wurde Rauchenwald vom EC Red Bull Salzburg als Verstärkung im Angriff unter Vertrag genommen. Mit Salzburg gewann er 2015 und 2016 den Österreichischen Meistertitel und jeweils auch die multinationale Erste Bank Eishockey Liga.
Im Mai 2021 entschied sich Rauchenwald für einen Wechsel nach Schweden zum Västerås IK, bei dem er jedoch nur in der vierten Angriffsreihe eingesetzt wurde. Daher löste er seinen Vertrag dort auf und kehrte Ende Oktober 2021 zum EC VSV zurück.

### International
Im Juniorenbereich nahm Rauchenwald zunächst an der U18-Weltmeisterschaft 2011 in der Division II teil, wo der Aufstieg in die Division I erkämpft wurde. Mit der österreichischen U20 spielte er bei der U20-Weltmeisterschaft 2013 in der Division I.
Im April 2014 gab er bei einem WM-Vorbereitungsspiel gegen Slowenien in Wien sein Debüt für die Nationalmannschaft der Herren. Bei der Weltmeisterschaft 2017 spielte er für das Alpenland in der Division I.

## Erfolge und Auszeichnungen
- 2011 Österreichischer U20-Meister mit dem EC VSV
- 2012 Österreichischer U20-Meister mit dem EC VSV
- 2015 Österreichischer Meister mit dem EC Red Bull Salzburg
- 2016 Österreichischer Meister mit dem EC Red Bull Salzburg

### International
- 2011 Aufstieg in die Division I bei der U18-Junioren-Weltmeisterschaft der Division II
- 2017 Aufstieg in die Top-Division bei der Weltmeisterschaft der Division I, Gruppe A

## Karrierestatistik
(Legende zur Spielerstatistik: Sp oder GP = absolvierte Spiele; T oder G = erzielte Tore; V oder A = erzielte Assists; Pkt oder Pts = erzielte Scorerpunkte; SM oder PIM = erhaltene Strafminuten; +/− = Plus/Minus-Bilanz; PP = erzielte Überzahltore; SH = erzielte Unterzahltore; GW = erzielte Siegtore; 1 Play-downs/Relegation; Kursiv: Statistik nicht vollständig)

## Familie
Alexander Rauchenwald ist der Sohn des ehemaligen VSV-Spielers Gerald Rauchenwald und Neffe des ehemaligen VSV-Spielers Peter Raffl. Sein Cousin Michael Raffl spielt seit 2013 in der National Hockey League, während sein Cousin Thomas Raffl beim EC Red Bull Salzburg unter Vertrag steht.